# 1-hexanol
1-hexanolul (denumit și alcool n-hexilic sau alcool hexilic) este un compus organic cu formula chimică CH3(CH2)5OH. Este unul dintre izomerii hexanolului și este un compus incolor lichid greu solubil în apă, dar miscibil cu eter dietilic și etanol.

## Obținere
Hexanolul este obținut la nivel industrial în urma unui proces de oligomerizare a etilenei utilizând trietilaluminiu, urmat de un proces de oxidare a produșilor de alchilaluminiu:
Al(C2H5)3 + 6C2H4 → Al(C6H13)3
Al(C6H13)3 + 11⁄2O2 + 3H2O → 3HOC6H13 + Al(OH)3
Acest proces produce o varietate de alcooli izomeri, care pot fi separați prin distilare.

### Metode alternative
O altă metodă de a obține alcoolul hexilic implică o reacție de hidroformilare a 1-pentenei, urmată de hidrogenare, cu obținerea aldehidelor corespunzătoare. Metoda este practicată la nivel industrial pentru a produce un amestec de alcooli izomeri cu 6 atomi de carbon, aceștia fiind precursori pentru plastifianți.
Obținerea 1-hexanolului se poate face și plecând de la 1-hexenă, care suferă o reacție de hidroborare (reacție cu diboran în tetrahidrofuran, urmată de tratare cu peroxid de hidrogen și hidroxid de sodiu):